# Retenate
Retenate (Ratanaa in dialetto locale, Retenaa in dialetto milanese) è una località del comune di Vignate.
Di ridotte dimensioni e situata in ambito campagnolo, definibile come una cascina, fu un comune autonomo della pieve di Gorgonzola ed è menzionato per la prima volta nel XIV secolo, nel 1753 viene unito a Vignate.
È particolarmente noto nella cultura lombarda poiché è stato parroco dal 1897 al 1901 Don Giuseppe Gervasini, divenuto quindi noto come "pret de Ratanaa".
Essa era una cascina situata nella  tenuta Invernizzi, ormai in stato di abbandono. Tuttavia è ancora in buon stato di conservazione, e alcune stanze del piano terra conservano ancora i particolari di un tempo, come la vernice.